# Fiú röplabdatorna a 2010. évi nyári ifjúsági olimpiai játékokon
A 2010. évi nyári ifjúsági olimpiai játékokon a fiú röplabdatornátaugusztus 21. és 26. között rendezték. A tornán 6 nemzet csapata vett részt.

## Lebonyolítás
A 6 résztvevőt 2 darab 3 csapatos csoportba sorsolták. Körmérkőzések döntötték el a csoportok végeredményét. A csoportból az első két helyezett jutott tovább az elődöntőbe, az elődöntők győztesei játszották a döntőt, a vesztesek a bronzéremért mérkőzhettek.

## Csoportkör
| Színmagyarázat                                               |
| ------------------------------------------------------------ |
| A csoportok első két helyezettje bejutott az elődöntőbe.     |
| A csoportok harmadik helyezettjei az 5. helyért játszhattak. |

### A csoport
|                                 |      | Mérkőzések | Mérkőzések | Pontok | Pontok | Pontok | Szettek | Szettek | Szettek |
| Csapat                          | Pont | Gy         | V          | P+     | P–     | PA     | Sz+     | Sz–     | SzA     |
| ------------------------------- | ---- | ---------- | ---------- | ------ | ------ | ------ | ------- | ------- | ------- |
| Oroszország                     | 4    | 2          | 0          | 150    | 99     | 1,515  | 6       | 0       | 0,000   |
| Szerbia                         | 3    | 1          | 1          | 146    | 154    | 0,948  | 3       | 4       | 0,750   |
| Kongói Demokratikus Köztársaság | 2    | 0          | 2          | 129    | 172    | 0,750  | 1       | 6       | 0,167   |

| 2010. augusztus 21. 10:00 | Szerbia (SRB)                | 3 – 1 | Kongói Demokratikus Köztársaság |  |
| 2010. augusztus 21. 10:00 | (25–15, 25–18, 22–25, 25–21) |       |                                 |  |

| 2010. augusztus 22. 12:30 | Szerbia (SRB)         | 0 – 3 | Oroszország |  |
| 2010. augusztus 22. 12:30 | (17–25, 20–25, 12–25) |       |             |  |

| 2010. augusztus 23. 10:00 | Kongói Demokratikus Köztársaság (COD) | 0 – 3 | Oroszország |  |
| 2010. augusztus 23. 10:00 | (22–25, 15–25, 13–25)                 |       |             |  |

### B csoport
|           |      | Mérkőzések | Mérkőzések | Pontok | Pontok | Pontok | Szettek | Szettek | Szettek |
| Csapat    | Pont | Gy         | V          | P+     | P–     | PA     | Sz+     | Sz–     | SzA     |
| --------- | ---- | ---------- | ---------- | ------ | ------ | ------ | ------- | ------- | ------- |
| Kuba      | 4    | 2          | 0          | 171    | 156    | 1,096  | 6       | 1       | 6,000   |
| Argentína | 3    | 1          | 1          | 147    | 123    | 1,195  | 3       | 3       | 1,000   |
| Irán      | 2    | 0          | 2          | 136    | 175    | 0,777  | 1       | 6       | 0,167   |

| 2010. augusztus 21. 18:00 | Argentína (ARG)      | 3 – 0 | Irán |  |
| 2010. augusztus 21. 18:00 | (25–12, 25–9, 29–27) |       |      |  |

| 2010. augusztus 22. 15:30 | Argentína (ARG)       | 0 – 3 | Kuba |  |
| 2010. augusztus 22. 15:30 | (22–25, 23–25, 23–25) |       |      |  |

| 2010. augusztus 23. 18:00 | Irán (IRI)                   | 1 – 3 | Kuba |  |
| 2010. augusztus 23. 18:00 | (25–21, 22–25, 19–25, 22–25) |       |      |  |

## Helyosztók

### Elődöntők
| 2010. augusztus 24. 12:30 | Oroszország (RUS)     | 0 – 3 | Argentína |  |
| 2010. augusztus 24. 12:30 | (10–25, 16–25, 19–25) |       |           |  |

| 2010. augusztus 24. 15:30 | Kuba (CUB)            | 3 – 0 | Szerbia |  |
| 2010. augusztus 24. 15:30 | (25–22, 25–19, 25–22) |       |         |  |

### Az 5. helyért
| 2010. augusztus 25. 10:00 | Kongói Demokratikus Köztársaság (COD) | 0 – 3 | Irán |  |
| 2010. augusztus 25. 10:00 | (9–25, 15–25, 17–25)                  |       |      |  |

### Bronzmérkőzés
| 2010. augusztus 25. 18:00 | Oroszország (RUS)     | 3 – 0 | Szerbia |  |
| 2010. augusztus 25. 18:00 | (25–17, 25–17, 25–15) |       |         |  |

### Döntő
| 2010. augusztus 26. 11:30 | Argentína (ARG)              | 1 – 3 | Kuba |  |
| 2010. augusztus 26. 11:30 | (23–25, 21–25, 25–17, 20–25) |       |      |  |

| A 2010. évi nyári ifjúsági olimpiai játékok fiú röplabdatornájának olimpiai bajnoka |
| · KUBA · 1. cím                                                                     |
| ----------------------------------------------------------------------------------- |

## Végeredmény
|          |                                       |      | Mérkőzések | Mérkőzések | Pontok | Pontok | Pontok | Szettek | Szettek | Szettek |
| Helyezés | Csapat                                | Pont | Gy         | V          | P+     | P–     | PA     | Sz+     | Sz–     | SzA     |
| -------- | ------------------------------------- | ---- | ---------- | ---------- | ------ | ------ | ------ | ------- | ------- | ------- |
| Arany    | Kuba (CUB)                            | 8    | 4          | 0          | 338    | 308    | 1,097  | 12      | 2       | 6,000   |
| Ezüst    | Argentína (ARG)                       | 6    | 2          | 2          | 311    | 260    | 1,196  | 7       | 6       | 1,167   |
| Bronz    | Oroszország (RUS)                     | 7    | 3          | 1          | 270    | 223    | 1,211  | 9       | 3       | 3,000   |
| 4.       | Szerbia (SRB)                         | 5    | 1          | 3          | 258    | 304    | 0,849  | 3       | 10      | 0,300   |
|          |                                       |      |            |            |        |        |        |         |         |         |
| 5.       | Irán (IRI)                            | 4    | 1          | 2          | 211    | 216    | 0,977  | 4       | 6       | 0,667   |
| 6.       | Kongói Demokratikus Köztársaság (COD) | 3    | 0          | 3          | 170    | 247    | 0,688  | 1       | 9       | 0,111   |